# Международная встреча воздухоплавателей в Великих Луках
Международная встреча воздухоплавателей в Великих Луках (также Встреча воздухоплавателей; сокращённо — МВВвВЛ) — ежегодно проходящее в городе Великие Луки (Псковская область) спортивно-зрелищное мероприятие тепловых аэростатов. В рамках Встречи воздухоплавателей проводятся крупные официальные российские соревнования по воздухоплавательному спорту на тепловых аэростатах (Чемпионаты и Кубки России), а также международные соревнования.

## История
Первые соревнования воздухоплавателей в Великих Луках состоялись в 1996 году. Федерация воздухоплавания России находилась в поиске нового места для проведения чемпионата страны. Первый чемпионат РФ по воздухоплаванию прошёл в 1993 году в Рыльске, там же двумя годами ранее состоялся единственный чемпионат СССР. После распада Советского Союза Рыльск стал приграничным городом, что накладывало отпечаток на полёты тепловых аэростатов в воздушном пространстве.
Великие Луки оказались удачным местом с логистической точки зрения. Удобное расположение города вызвано не только равноудалённым расстоянием до Москвы и Санкт-Петербурга (менее 500 км), но и близостью Белоруссии и стран Прибалтики.
За годы проведения международных Встреч воздухоплавателей в городе на Ловати соревновались пилоты из десятков стран: Белоруссия, Германия, Индия, Казахстан, Латвия, Литва, Нидерланды, Сербия, США, Украина, Япония и др.
В связи с участием большого количества аэронавтов из разных стран в рамках события стали разыгрываться не только официальные спортивные трофеи:
- Кубок выдающихся российских аэронавтов (вручался лидеру общего зачёта Встречи с 1997 по 2005).
- Кубок памяти Аркадия Новодерёжкина (специальный приз, разыгрывался с 2006 по 2011)[1].
- Кубок Дружбы (вручается лидеру общего зачёта Встречи с 2008 г.).
- Кубок княгини Ольги (вручается лидеру общего зачёта среди пилотов-женщин с 2007 г.).
- Кубок города Великие Луки.

В 2020 мероприятие единственный раз в своей истории не состоялось из-за ограничений, вызванных пандемией COVID-19.
В 2025 в рамках Международной встречи воздухоплавателей в Великих Луках в 22-й раз был проведён чемпионат России.

## Программа
Кроме спортивных соревновательных полётов, во время Встречи воздухоплавателей проводятся фестивальные мероприятия для зрителей и массовые гуляния. Основные из них: общий старт аэростатов из Великолукской крепости и состязание «кей-граб». Второе представляет собой классическое спортивное задание по поражению мишени специальным маркером (лента с грузом). Роль мишени, в отличие от спортивных турниров, выполняет гондола аэростата, закреплённая на катамаране, расположенного в акватории Ловати в центре Великих Лук.

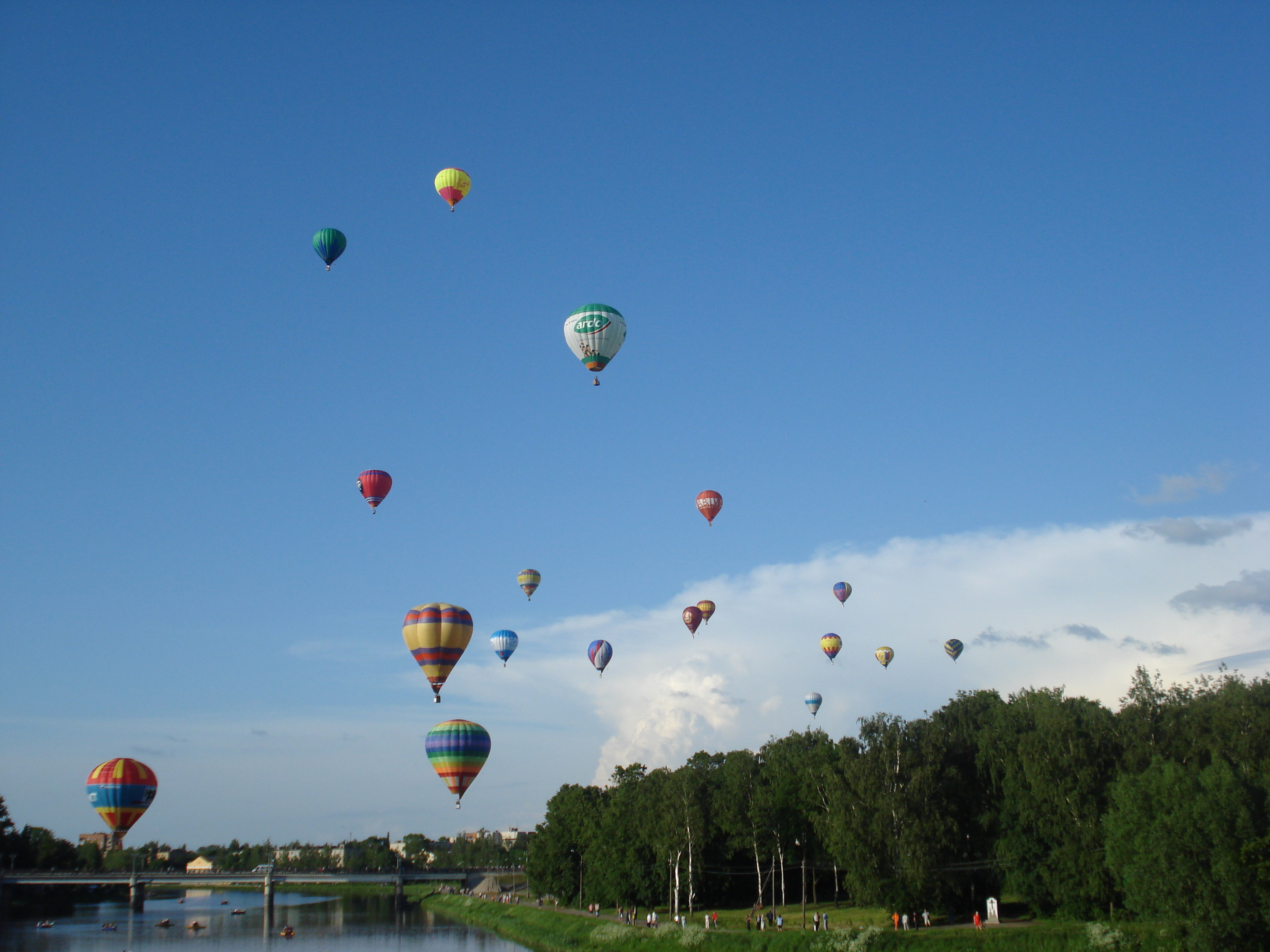
На соревнованиях в 2009 году
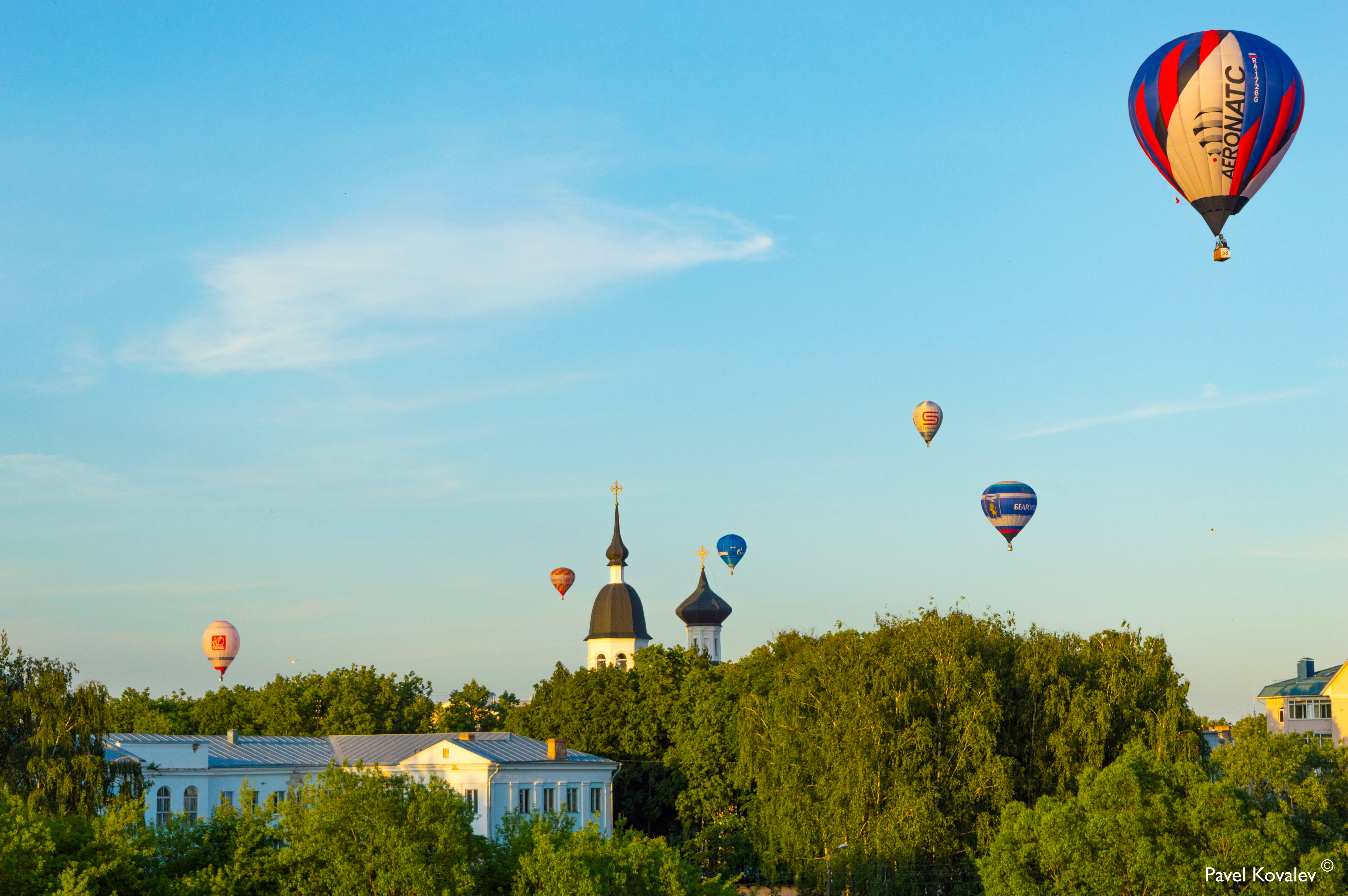
На соревнованиях в 2015 году
Попытка пилота во время кей-граба 2022
Общий старт аэростатов в 2022
Аэростаты на фоне крепости в 2022
Удачная попытка во время кей-граба 2022

## Победители
Победителями международных встреч воздухоплавателей в Великих Луках становились аэронавты из 6 стран мира. Виктор Загайнов — первый и единственный чемпион СССР по воздухоплавательному спорту, завоевал и первую золотую медаль мероприятия на Псковщине в 1996 году.
Триумфа на мероприятии добивались признанные международные пилоты. Американец Ник Доннер после великолукского титула в 2005 стал Чемпионом мира по воздухоплавательному спорту в 2012. Россияне Алексей Медведский и Сергей Латыпов также завоёвывали медали мирового Чемпионата в 2008 и 2018 соответственно.

### Список победителей встреч воздухоплавателей
| Год  | №  | Даты       | Победитель             | Пилотов | Спортивный директор  |
| ---- | -- | ---------- | ---------------------- | ------- | -------------------- |
| 1996 | 1  | 14—24 июня | Виктор Загайнов        | 21      | Юрий Таран           |
| 1997 | 2  | 14—21 июня | Геннадий Опарин        | 22      | Александр Таланов    |
| 1998 | 3  | 6—14 июня  | Сергей Белорусов (1)   | 20      | Матиас де Брюин (1)  |
| 1999 | 4  | 6—12 июня  | Валерий Латыпов        | 22      | Матиас де Брюин (2)  |
| 2000 | 5  | 12—18 июня | Сергей Виноградов (1)  | 29      | Матиас де Брюин (3)  |
| 2001 | 6  | 4—11 июня  | Сергей Виноградов (2)  | 22      | Элисон Оделл         |
| 2002 | 7  | 9—15 июня  | Роман Савчук           | 22      | Масаши Какуда        |
| 2003 | 8  | 7—15 июня  | Сергей Белорусов (2)   | 30      | Дэйв Морган (1)      |
| 2004 | 9  | 5—12 июня  | Матиас де Брюин        | 29      | Дэйв Морган (2)      |
| 2005 | 10 | 4—12 июня  | Ник Доннер             | 26      | Дэйв Морган (3)      |
| 2006 | 11 | 3—11 июня  | Алексей Медведский (1) | 32      | Джон Груббстром (1)  |
| 2007 | 12 | 9—16 июня  | Алексей Медведский (2) | 34      | Джон Груббстром (2)  |
| 2008 | 13 | 7—14 июня  | Сергей Латыпов (1)     | 33      | Джон Груббстром (3)  |
| 2009 | 14 | 6—14 июня  | Антон Морев            | 36      | Дэйв Морган (4)      |
| 2010 | 15 | 5—13 июня  | Андрей Денисенко       | 36      | Игорь Лобашов (1)    |
| 2011 | 16 | 11—19 июня | Сергей Латыпов (2)     | 36      | Игорь Лобашов (2)    |
| 2012 | 17 | 9—17 июня  | Иван Меняйло           | 35      | Корнелиус ван Хелден |
| 2013 | 18 | 8—16 июня  | Сергей Латыпов (3)     | 35      | Игорь Лобашов (3)    |
| 2014 | 19 | 7—15 июня  | Артём Денисенко (1)    | 38      | Гинтарас Шуркус      |
| 2015 | 20 | 6—14 июня  | Рокас Костюскевичус    | 43      | Матиас де Брюин (4)  |
| 2016 | 21 | 6—13 июня  | Сергей Баженов         | 35      | Игорь Старков        |
| 2017 | 22 | 11—16 июня | Сергей Латыпов (4)     | 34      | Витольд Филюс (1)    |
| 2018 | 23 | 10—16 июня | Артём Денисенко (2)    | 35      | Витольд Филюс (2)    |
| 2019 | 24 | 11—17 июня | Сергей Латыпов (5)     | 33      | Витольд Филюс (3)    |
| 2021 | 25 | 11—17 июня | Олег Снетков (1)       | 22      | Иван Меняйло (1)     |
| 2022 | 26 | 11—17 июня | Дмитрий Жохов (1)      | 29      | Александр Маврин     |
| 2023 | 27 | 11—17 июня | Дмитрий Жохов (2)      | 33      | Иван Меняйло (2)     |
| 2024 | 28 | 9—17 июня  | Сергей Чинёнов         | 38      | Евгений Чубаров (1)  |
| 2025 | 29 | 8—16 июня  | Олег Снетков (2)       | 34      | Евгений Чубаров (2)  |